# Sergio Leone
Sergio Leone (Rim, 3. siječnja 1929. – Rim, 30. travnja 1989.),  talijanski filmski redatelj.
Leone je poznat po svojim špageti-vesternima i svojim prepoznatljivim stilom koji podrazumijeva izmjenu ekstremno krupnih planova s ekstremno udaljenim scenama, kao što se može vidjeti u uvodnoj sceni filma Dobar, loš, zao iz 1966.

## Životopis
Leone je rođen u Rimu, a roditelji su mu bili filmski pionir Vincenzo Leone (poznat kao redatelj Roberto Roberti) i glumica Edvige Valcarenghi. U 18. godini je počeo raditi u filmskoj industriji.
Pedesetih godina je počeo pisati scenarije za popularne talijanske povijesne epske filmove iz tog razdoblja. Radio je i kao pomoćnik redatelja u raznim visokobudžetnim spektaklima kao što su Quo Vadis (1951.) i Ben-Hur (1959.).
Kad je redatelj Mario Bonnard obolio tijekom snimanja talijanskog epskog filma Posljednji dani Pompeja, zamolili su Leonea da uskoči u redateljsku stolicu i završi film. Njegov redateljski debi bio je film Kolos s Rodosa, a nakon tog filma imao je dovoljno opreme da snima niskobudžetne filmove koji su izgledali i podsjećali na holivudske spektakle.

### 1960-te
Ranih šezdesetih, epski filmovi gubili su na vrijednosti, a Leone je imao sreće da bude jedan od rodonačelnika žanra koji je osvojio pozornost publike:  vesterna. Njegov film Za šaku dolara iz 1964. bio je prvi u nizu filmova poznatih kao špageti-vesterni. Film je postao poznat i po pojavi  Clinta Eastwooda u glavnoj ulozi. Do tog vremena, Eastwood je bio  američki televizijski glumac s nekoliko glavnih uloga.
Izgled filma bio je upečatljiv iz više razloga: zbog malog budžeta, djelomično zbog  španjolskih lokacija, a predstavio je nasilnu i moralno složenu viziju američkog Zapada, čime je film podsjetio na klasične američke vesterne, ali ne i po radnji, likovima i ugođaju. Leone sigurno zaslužuje naziv filmskog inovatora jer je uveo neke tehnike koje se koriste i danas: u klasičnim vesternima, junaci i razbojnici izgledali su kao da su tek izašli iz modnog časopisa, a moralna suprotnost bila je jasno naznačena, do te mjere da su junaci nosili bijele šešire, a razbojnici crne. Leoneovi likovi bili su više "realističniji" i kompleksniji: obično su to "usamljeni vukovi", često neobrijani, prljavi, s reputacijom razbojnika i nepristojna ponašanja; u pogledu morala su dvoznačni, ili jako plemeniti, ili jako sebični, ovisno o situaciji. Ovaj osjećaj realnosti ostavio je utjecaja na sve vesterne do danas, ali i na druge filmske žanrove. Mnogi su ironično primjećivali kako talijanski redatelj, koji ne govori engleski i nikad nije vidio američki Zapad, može redefinirati tipičnu viziju američkog kauboja. Prema knjizi Something to do with Death Christophera Fraylinga, Leone je mnogo čitao o američkom Zapadu, što je se odrazilo na njegove filmove. Ta fasciniranost počela je u njegovom djetinjstvu, prenijela se u odraslu dob i na njegove filmove.
Njegova dva sljedeća filma - Za dolar više (1965.) i Dobar, loš, zao (1966.) - kompletirala su ono što će postati poznato kao "dolarska trilogija", a svaki film bio je financijski isplativiji i tehnički dotjeraniji od prethodnog. Glazbu za sva tri filma napisao je produktivni skladatelj Ennio Morricone: Leone je imao vlastiti način snimanja, paralelno s Morriconeovom glazbom. Kritičari su često naglašavali da je Dobar, loš, zao najbolji film iz trilogije.
Na temelju uspjeha trilogije, 1967. Leone je pozvan u SAD da režira film za koji se nadao da će biti njegovo remek-djelo, Bilo jednom na Divljem zapadu za studio Paramount. Sniman većinom u  Španjolskoj i  Italiji, te kratko u Monument Valleyu, Utah. Zvijezde filma bili su Henry Fonda, Charles Bronson i Claudia Cardinale, a sami film bio je epska i nasilna oda mitologiji američkog Zapada. Scenarij su napisali sam Leone i njegov dugogodišnji prijatelj i suradnik Sergio Donati, originalnu priču napisali su Bernardo Bertolucci i Dario Argento. Prije izlaska, međutim, film je bezobzirno montiran u Paramountu, koji je tako vjerojatno bio zaslužan za neuspjeh filma u američkim kinima. Međutim, film je bio pravi hit u  Europi, a hvalili su ga i sjevernoamerički studenti filma, a mnogi ga smatraju najboljim Leoneovim filmom.

### 1970-te
Nakon Bilo jednom na Zapadu, Leone je 1971. režirao film Za šaku dinamita. Leone isprva nije ni trebao režirati film, nego je bio producent. Ali zbog umjetničkih razmimoilaženja s redateljem  Peterom Bogdanovichem, Leonea su zamolili da uskoči i režira film. Radnja filma smještena je u  Meksiku za vrijeme  Meksičke revolucije, a u glavnim ulogama pojavljuju se James Coburn kao  irski revolucionar, i Rod Steiger kao meksički razbojnik koji postaje meksički revolucionar.
Leone se nastavio baviti produkcijom, a ponekad bi pomagao redateljima na snimanju nekih scena. Jedan od ovakvih filmova bio je Moje ime je nitko iz 1973., redatelja Tonina Valeriija. Film je vestern-komedija koji parodira špageti-vesterne. U glavnim ulogama nastupili su Henry Fonda, kao stari revolveraš koji gleda kako "njegov" stari Zapad nestaje pred njegovim očima, i Terence Hill kao mladi stranac koji pomaže Fondi da pobjegne s umirućeg Zapada sa stilom.

### 1980-te
Leone je odbio ponudu da režira Kuma, ali je proveo sljedećih deset godina pripremajući novi epski projekt, ovaj put se fokusirajući na kvartet židovskih mafijaša iz New Yorka u dvadesetim i tridesetim godinama  20. stoljeća, koji su prijatelji od djetinjstva. Bilo jednom u Americi (1984.), bio je projekt koji je Leone zamislio prije filma Bilo jednom na Divljem Zapadu, te je to bio razlog da odbije ponudu za režiranje Kuma.
Temeljen na romanu The Hoods Harryja Greya, film Bilo jednom u Americi, bila je još jedna oda jednom drugom dijelu popularne američke mitologije, priča o pohlepi i nasilju i njihovom vezom sa značenjem pripadnosti nekoj etničkoj grupi i prijateljstva. U glavnim ulogama nastupili su Robert De Niro i James Woods. Kao i njegovi raniji filmovi, bio je predug i studio se nije usudio pustiti ga u produkciju prije kraćenja. Studio je drastično skratio film (samo za američko tržište), što je dovelo do toga da je film izgubio osjećaj kompleksne priče. Takva verzija filma doživjela je velike kritike. 
Originalna verzija, prikazana u ostatku svijeta, doživjela je velike pohvale od publike i kritičara.
Kad je integralna verzija filma objavljena na DVD-u u SAD-u, zaradila je mnoge pohvale, a kritičari su film proglasili remek-djelom.

### Smrt
Prije svoje smrti u 60. godini, 1989., Leone je planirao novi epski film, ovaj put o opsadi Lenjingrada za vrijeme  Drugog svjetskog rata. Leoneu je hrana bila veliki porok, zbog čega se doveo u stanje pretilosti. To je, bez sumnje, bio razlog smrti nakon što ga je pogodio srčani udar. Leone je imao nekih nesuglasica s  Clintom Eastwoodom, njegovim najpoznatijim glumcem. Kad je režirao Bilo jednom u Americi, komentirao je kako je Robert De Niro pravi glumac, za razliku od Eastwooda.
Međutim, izgladili su nesporazume prije njegove smrti. 1992., Clint Eastwood je režirao film Nepomirljivi, anti-vestern, za kojeg je dobio Oscara za najboljeg redatelja. Leone je bio jedan od onih kojima ga je posvetio.
Leoneovi najveći obožavatelji bili su njegovi kolege redatelji. Neki od filmaša koji su izjavili da su ih inspirirali Leoneovi filmovi su Sam Peckinpah, Martin Scorsese, Steven Spielberg, John Milius, George Lucas, Quentin Tarantino, Robert Rodriguez, Gore Verbinski i Stanley Kubrick (za svoj film Barry Lyndon). Leoneovi filmovi, posebno njegovi rani vesterni sa sekvencama obračuna, amoralnim junacima i glazbom  Ennia Morriconea postali su dio filmske povijesti i popularne kulture.

## Zanimljivosti
- Kad je objavljeno da će Willem Dafoe glumiti  Isusa Krista u filmu  Martina Scorsesea Posljednje Kristovo iskušenje, Leone je navodno uzviknuo: "Ovo je lice ubojice, a ne našeg Gospodina!"
- Na setu filma Za šaku dolara, Clint Eastwood dao je nadimak Leoneu "Yosemite Sam" zbog njegove ratoborne naravi.
- Iako se dva puta posvađao s Leoneom, Eastwood je ipak svoj vestern Nepomirljivi posvetio Leoneu i Donu Siegelu.
- Četiri Leoneova vesterna postala su slavna i po post-produkcijskoj montaži zvuka. Jedan filmski kritičar napisao je: "Pištolji zvuče kao topovi, a topovi zvuče kao nuklearna eksplozija."
- Prema biografiji Christophera Fraylinga, Leone je htio snimiti remake filma Zameo ih vjetar.
- Nakon što je pogledao zloglasni talijanski film o kanibalizmu, Kanibalski holokaust, Leone je poslao pismo filmskom redatelju, Ruggeru Deodatu: "Dragi Ruggero, kakav film! Drugi dio je remek-djelo filmske stvarnosti, ali sve izgleda tako stvarno da sam pomislio da ćeš upasti u nevolju sa svijetom". Deodato je kasnije uhićen jer su vlasti mislile da je to pravi snuff film.

## Filmografija
- Posljednji dani Pompeja (1959.)
- Kolos s Rodosa (1961.)
- Za šaku dolara (1964.)
- Za dolar više (1965.)
- Dobar, loš, zao (1966.)
- Bilo jednom na Divljem zapadu (1968.)
- Za šaku dinamita (1971.)
- Bilo jednom u Americi (1984.)

## Vanjske poveznice
- Fistful-of-Leone.com
- Sergio Leone u internetskoj bazi filmova IMDb-u (engl.)
- Senses of Cinema: Great Directors Critical Database
- www.fistfulofwesterns.com  Arhivirana inačica izvorne stranice od 3. rujna 2006. (Wayback Machine) A Fistful of Westerns
- www.Spaghetti-western.net The Spaghetti Western Database
- Biografski članak  Arhivirana inačica izvorne stranice od 23. veljače 2008. (Wayback Machine) na fansiteu "Bilo jednom u Americi"